# Gaśnica proszkowa

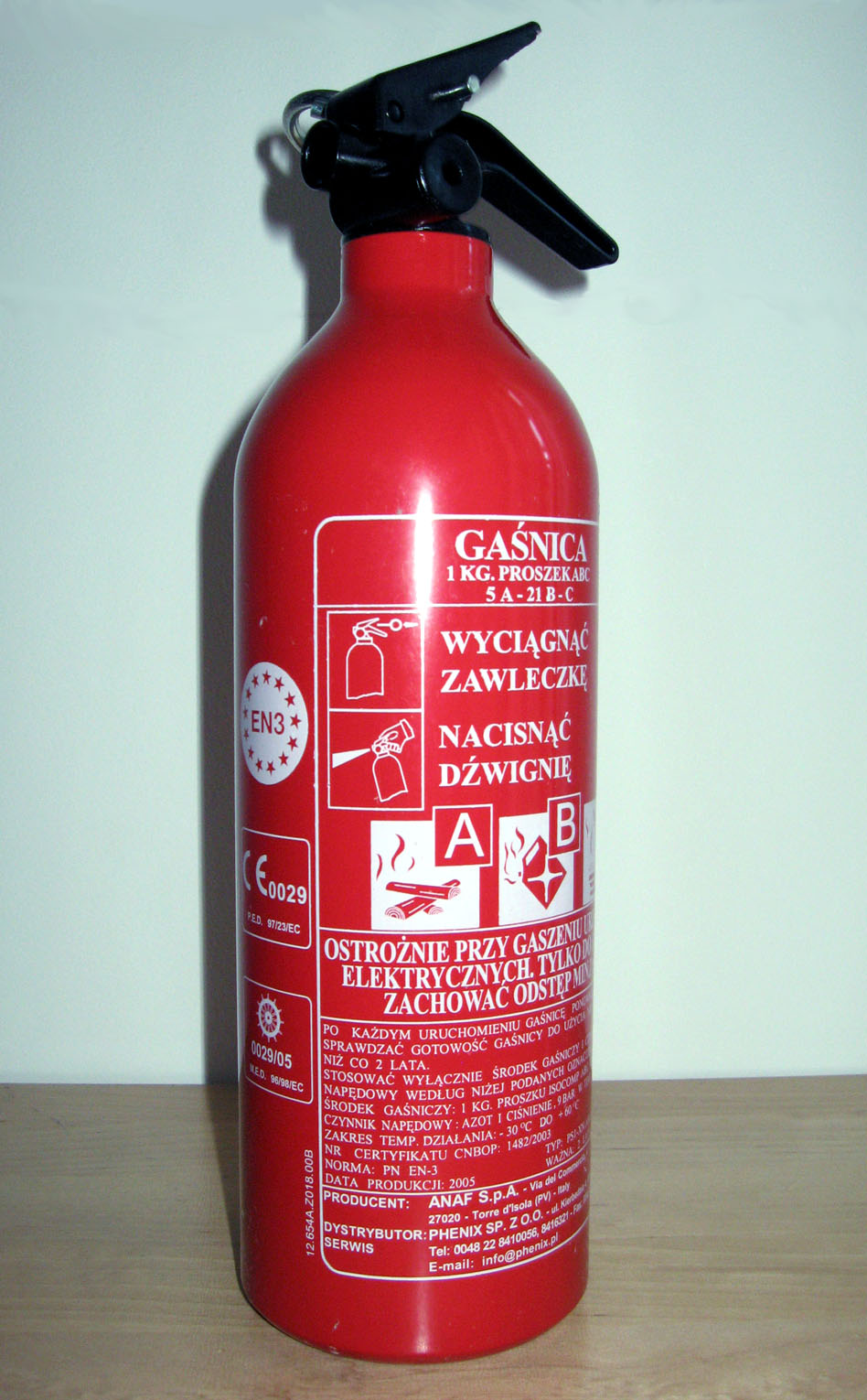
Gaśnica proszkowa 1 kg

Gaśnica proszkowa – gaśnica, w której środkiem gaśniczym jest proszek wyrzucany za pomocą sprężonego gazu (dwutlenek węgla lub azot). Głównym składnikiem proszków gaśniczych są zwykle węglany lub fosforany sodu. Działanie gaśnicze proszku polega przede wszystkim na przerwaniu reakcji spalania w wyniku antykatalizy. Ponadto proszki typu ABC topią się i pienią w wysokiej temperaturze, odcinając dopływ tlenu. Dodatkowo jeszcze występuje efekt tłumienia płomieni strumieniem niepalnego gazu, będącego nośnikiem proszku. Gaśnice proszkowe przeznaczone są do gaszenia pożarów z grup A, B i C albo B, C w zależności od rodzaju użytego proszku. Możliwe jest także gaszenie urządzeń elektrycznych pod napięciem.

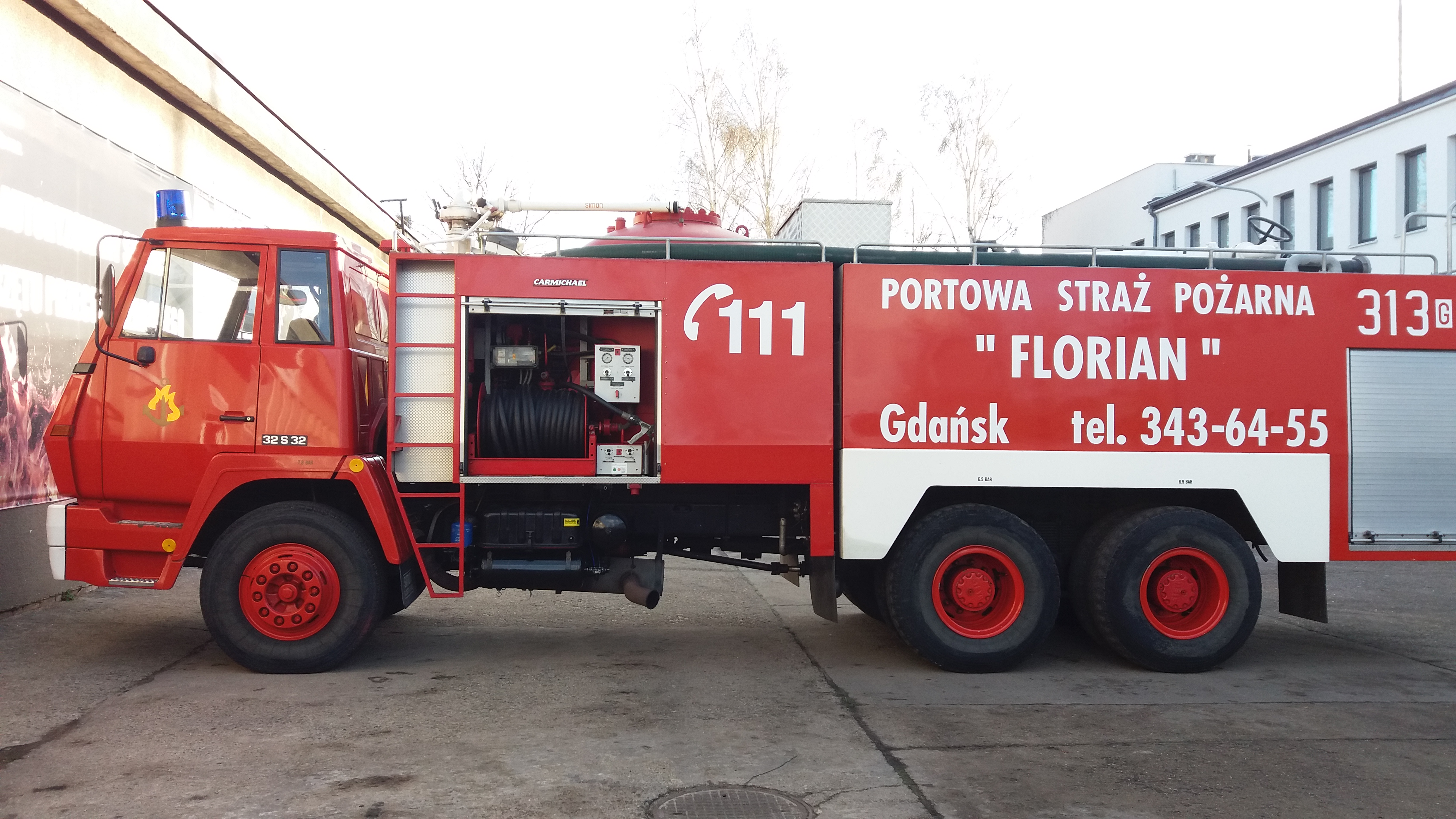
Samochód Steyr z proszkowym agregatem gaśniczym

Nie są zbyt wskazane do gaszenia urządzeń mechanicznych w ruchu, mogą spowodować ich zatarcie. Użycie gaśnic proszkowych w roli gaśnic samochodowych wynika z faktu wycofania gaśnic halonowych i jeszcze starszych gaśnic tetrowych (zob. czterochlorek węgla) z powodu toksycznego wpływu na warstwę ozonową halonów i toksycznego wpływu par czterochlorku węgla na drogi oddechowe człowieka.